# Óscar Quiñónez
Óscar Esteban Quiñónez Mendoza (Machala, 19 febbraio 2001) è un calciatore ecuadoriano, difensore dell'Independiente del Valle in prestito dal Racing Montevideo.

## Caratteristiche tecniche
Gioca come terzino sinistro.

## Carriera

### Club
Quiñónez è cresciuto nel settore giovanile dell'Orense ed ha debuttato in prima squadra il 1º agosto 2021 nell'incontro di Primera Categoría Serie A pareggiato 2-2 contro il Delfín. Ha segnato il suo primo gol il 28 novembre seguente nel successo per 2-0 sull'Olmedo.
Il 18 gennaio 2024 è stato acquistato a titolo definitivo dal Racing Montevideo.

### Nazionale
Ha giocato nella nazionale ecuadoriana Under-23.

## Statistiche

### Presenze e reti nei club
Statistiche aggiornate al 3 maggio 2024.
| Stagione        | Squadra           | Campionato      | Campionato | Campionato | Coppe nazionali | Coppe nazionali | Coppe nazionali | Coppe continentali | Coppe continentali | Coppe continentali | Altre coppe | Altre coppe | Altre coppe | Totale | Totale | Totale |
| Stagione        | Squadra           | Comp            | Pres       | Reti       | Comp            | Pres            | Reti            | Comp               | Pres               | Reti               | Comp        | Pres        | Reti        | Pres   | Reti   |        |
| --------------- | ----------------- | --------------- | ---------- | ---------- | --------------- | --------------- | --------------- | ------------------ | ------------------ | ------------------ | ----------- | ----------- | ----------- | ------ | ------ | ------ |
| 2021            | Orense            | A               | 13         | 1          |                 | -               | -               |                    | -                  | -                  |             | -           | -           | 13     | 1      |        |
| 2022            | Orense            | A               | 25         | 0          | CE              | 1               | 0               |                    | -                  | -                  |             | -           | -           | 26     | 0      |        |
| 2023            | Orense            | A               | 25         | 1          |                 | -               | -               |                    | -                  | -                  |             | -           | -           | 25     | 1      |        |
| 2024            | Racing Montevideo | PD              | 4          | 0          | CU              | 0               | 0               | CS                 | 1                  | 0                  |             | -           | -           | 5      | 0      |        |
| Totale carriera | Totale carriera   | Totale carriera | 67         | 2          |                 | 1               | 0               |                    | 1                  | 0                  |             | -           | -           | 69     | 2      |        |